# Oscar Cardozo Ocampo
Oscar Cardozo Ocampo (Buenos Aires, 27 de diciembre de 1942 - Resistencia, 21 de julio de 2001) fue un pianista, compositor, director de orquesta y arreglista argentino. Cuando falleció estaba casado con la bailarina y coreógrafa Doris Petroni.
Miembro de una familia de músicos encabezada por su padre, el compositor paraguayo Mauricio Cardozo Ocampos, incursionó en la música para cine, televisión y teatro. Hizo arreglos para renombrados cantantes argentinos y paraguayos. Su búsqueda como compositor lo llevó a proponer proyecciones nuevas a tradicionales ritmos folklóricos sudamericanos.

## Biografía

### Primeros años
La música de Oscar Cardozo Ocampo nace en sus raíces familiares, pues fue el hijo mayor del compositor paraguayo Mauricio Cardozo Ocampo, quien fue exiliado a Buenos Aires como muchos otros músicos compatriotas de su tiempo y desarrolló en la capital porteña gran parte de su carrera artística.
Fue su propio padre quien impulsó a Oscar Cardozo a ir más allá sus conocimientos musicales empíricos - que incluían el tocar la guitarra y cantar con los hermanos- a muy temprana edad. Así creció en ese arte que ya era parte de su vida cotidiana estudiando profundamente la teoría musical y el piano.
Para ello tomó clases con la maestra argentina María de Satcht y, años más tarde, se introdujo en los secretos de la composición de la mano del maestro Pedro Sáenz Amadeo.

### Trayectoria
El prestigio de Oscar Cardozo Ocampo puede leerse en la lista de artistas –músicos, cineastas, dramaturgos, coreógrafos, instituciones- que buscaron trabajar con él.
Arregló, dirigió y en ocasiones produjo discos de cantantes y compositores argentinos como María Elena Walsh, Eladia Blázquez, Eduardo Falú, Mercedes Sosa, Jairo, Ariel Ramírez, Teresa Parodi, Eduardo Lagos, Horacio Molina, Enrique Llopis, Marilina Ross, Sandra Mihanovich, Celeste Carballo, Lolita Torres, Sandro, Jorge Cafrune, Estela Raval con el Trío Los Panchos y agrupaciones como el cuarteto Zupay y la Camerata Bariloche.
En Paraguay desarrolló materiales discográficos con Vocal Dos, Betty Figueredo, Oscar Gómez, Ricardo Flecha, el Terceto Ñamandú, el Grupo Sembrador y hasta con Don Agustín Barboza, compositor y cantante paraguayo contemporáneo del padre de Oscar.
La Unicef lo eligió como orquestador y director de grabación del tema de César Isella y Tejada Gómez Canción con todos. Asimismo, le tocó el rol de arreglista -junto a Lalo Schifrin- de la canción de los Juegos Panamericanos de 1995 de Mar del Plata compuesta por Eladia Blázquez. Asimismo, Cardozo arregló y dirigió la Misa por la paz y la justicia, de Ariel Ramírez. Además fue el director musical del Festival OTI de la Canción en los años 1988, en Buenos Aires, y 1995 en San Bernardino, Paraguay.
En su carrera, Oscar Cardozo Ocampo incursionó también en la musicalización de obras de teatro como La raíz y la tierra, Gasalla 81/82, Pan y circo, La reina del Plata, El último virrey, El patio de la morocha, Buenos Aires me mata, Borges Buenos Aires, Georgina está re-vista y Viva la revista entre otras.
Oscar arregló y dirigió la primera versión discogràfica del "Evangelio Criollo" obra con música de "Los Pucareños" (Music Hall - 1970).
Este músico también musicalizó programas de ficción para TV como Fortín Quieto, Hombres en pugna, Compromiso, De carne somos y A conciencia.
Bandas sonoras para filmes como El cantor enamorado, La Patagonia Rebelde, Pasajeros de una pesadilla, No habrá más pena ni olvido, Yo maté a Facundo, Desde el abismo, La nona y Misión Comando también fueron de su autoría.
Oscar Cardozo Ocampo llegó a afirmar: «Siempre compuse para cine, para teatro, para discos. Siempre tuve un para qué. Creo que si no lo tuviera, sentiría pánico».

### Últimos años
Entre los últimos grandes proyectos de Oscar Cardozo Ocampo se destaca la obra conceptual El diario del regreso que proponía un diario imaginario de la vida del Che Guevara, que transcurría desde su muerte hasta el regreso de sus restos a Cuba. En este musical cantado por Jairo sobre poemas de Hamlet Lima Quintana, Oscar Cardozo Ocampo pasaba por todos los ritmos sudamericanos; desde los de Bolivia, donde la tumba del revolucionario fue encontrada, hasta Cuba, tierra de su primera revolución. Esta obra fue estrenada en el Memorial donde descansan los restos del Che, en Cuba, en el 2000.
Cuando el compositor se disponía a mostrar la obra en Sudamérica falleció trágicamente en un accidente automovilístico, en Resistencia, Argentina, rumbo a Asunción, a donde se dirigía para tocar, el 21 de julio de 2001. Sus restos descansan en tierra paraguaya.
El Paraguay, su patria de ancestro, cuna de padre, Oscar Cardozo Ocampo, guardó para sí uno de los más importantes trabajos de música paraguaya en piano, el último disco de su vida: Piano Paraguayo. En él, quedaba impregnada su contemporánea visión de la música en antiguas melodías del folclore del Paraguay.

## Proyectos propios
A la par que compuso y arregló para proyectos artísticos de otros creadores, Oscar Cardozo Ocampo desarrolló su propia obra.
Ella incluye grandes composiciones como:
- Ciclo Dórico; suite de ritmos regionales latinoamericanos;
- Las canciones Bibiana con b larga, A conciencia, Ceniza al Viento, Luz de las Rosas de Marzo y Señorito de los Bombos (que alude a la figura del percusionista Domingo Cura), así como la recordada melodía de la Zamba del nuevo día.

- Entre sus piezas de gran envergadura se encuentra Sin Límites. 1986 un trabajo de proyección folklórica con su agrupación musical Sin Límites.

Oscar Cardozo Ocampo fue también un propiciador de encuentros con otros artistas. Concibió el proyecto Pájaros en el aire que reunió a cantantes como Galo García, Laura Albarracín y Paco Hasse en torno a antiguas canciones argentinas; lo que dio como fruto un disco y un espectáculo.

## Sin Límites
La agrupación musical con la cual Oscar Cardozo Ocampo desarrolló gran parte de su proyecto musical experimental se llamó "Sin Límites" o "Folk Sin Límites". Con esta banda giró por toda Latinoamérica y subió a escena en el Carnegie Hall en 1988 en compañía de la Sociedad Coral de Nueva York. La integraron entre otros su hermano Mauricio "pinchi" Cardozo Ocampo, Galo Hugo García, Luis Ceravolo, Mario "mojarra" Fernández y Sergio Liszewski entre otros.
Parte de la experimentación de esta formación giró en torno a la búsqueda de nuevas proyecciones para el folclore latinoamericano. La propuesta también abarcó improvisaciones y armonizaciones de tinte jazzístico y se caracterizó por la suma de sintetizadores a instrumentos acústicos.

## Argentino y paraguayo
Argentino de nacimiento, Oscar Cardozo Ocampo fue, de hecho, considerado paraguayo en Paraguay. Y en sus últimos años de vida se ocupó de estrechar y rubricar este vínculo.
Un proyecto que expresó sus sentimientos sobre esta «doble nacionalidad» es Encuentros del Alma una serie de espectáculos que el músico propició en Asunción. En ellos se encontraron en escena instrumentistas y cantantes de Paraguay y Argentina, en torno de melodías y canciones de estos países vecinos.
Oscar Cardozo Ocampo estaba siempre al piano, hilando estos encuentros con anécdotas narradas con su característica calidez.primera edición de "Encuentros del Alma", fue en 1995, compartiendo el escenario Jairo de Argentina y Lizza Bogado de Paraguay.
También se puede apreciar este vínculo no solamente musical si no también emocional del maestro Oscar Cardozo Ocampo, con la música paraguaya, en el CD lanzado en Paraguay denominado "Piano Paraguayo", donde interpreta obras del folclore paraguayo dando su toque y estilo particular, se aprecia un estrecho vínculo con la música paraguaya y con la música hecha por su padre.

## Trabajo gremial
La defensa de los derechos de autor fue una lucha de toda la vida para Oscar Cardozo Ocampo.
Por años, fue dirigente del numeroso gremio Sociedad Argentina de Autores y Compositores de Música (SADAIC).
En una entrevista periodística afirmó al respecto: «Tenemos un patrimonio musical popular privilegiado. Nuestro país tiene una música muy rica y variada: la finura de la tonada cuyana, la profundidad de la milonga pampeana y esa cosa cosmogónica de la vidala que le permite al hombre de la montaña comunicarse con las estrellas».
El músico, el creador –sostenía- debía recibir una devolución social proporcional a su gran aporte a la vida y la cultura de su pueblo.

## Filmografía
Intérprete
- Tango (1998)

Música
- Argentino hasta la muerte (1971)
- La Patagonia rebelde (1974)
- Yo maté a Facundo (1975)
- El gordo catástrofe (1977)
- Encuentros muy cercanos con señoras de cualquier tipo (1978)
- Fotógrafo de señoras (1978)
- La fiesta de todos (1978)
- Expertos en pinchazos (1979)
- La nona (1979)
- El rey de los exhortos (1979)
- Custodio de señoras (1979)
- Departamento compartido (1980)
- A los cirujanos se les va la mano (1980)
- Así no hay cama que aguante (1980)
- Días de ilusión (1980)
- Desde el abismo (1980)
- Un terceto peculiar (1981)
- Las mujeres son cosa de guapos (1981)
- Te rompo el rating (1981)
- Abierto día y noche (1981)
- Amante para dos (1981)
- Los fierecillos se divierten (1982)
- Los fierecillos indomables (1982)
- No habrá más penas ni olvido (1983)
- Pasajeros de una pesadilla (1984)
- Las barras bravas (1985)
- Amazonas (Inédita) (1986)
- Babilonia (Inédita) (1987)
- El ojo de la tormenta (1987)
- El misterio Eva Perón (1987)
- Sentimientos (1987)
- Misión Comando (1987)
- Matar es morir un poco (Inédita) (1988)
- Hamaca paraguaya (2006)

Dirección musical
- El cantor enamorado (1969)
- El salame (1969)
- Argentinísima (1971)
- La redada (1991)

## Televisión
Música
- Paraguay. Nosotros también podemos (telefilme) (2009)

## Premios obtenidos
| Año  | Premios                                                                         |
| 1995 | Premio Konex de Platino, Arreglador, Música Popular.                            |
| 1993 | Gran Premio Arreglador otorgado por la Asociación de Cronistas del Espectáculos |
| 1985 | Premio Konex Jurado Música Popular                                              |
| 1979 | Gran Premio Arreglista otorgado en el Festival OTI, Caracas.                    |
| 1981 | Gran Premio SADAIC, Música de películas                                         |